# Hold the Girl
Hold the Girl es el segundo álbum de estudio de la cantante y compositora británico-japonesa Rina Sawayama, lanzado el 16 de septiembre de 2022 por el sello discográfico independiente Dirty Hit. El sencillo principal del álbum, titulado "This Hell", se lanzó el 18 de mayo de 2022. El álbum, grabado entre 2021 y 2022, cuenta con la producción de colaboradores como Paul Epworth, Clarence Clarity, Stuart Price y Marcus Andersson. Clarity produjo en particular gran parte del álbum debut de Sawayama, Sawayama (2020).

## Composición
En un artículo que anunciaba el lanzamiento del álbum, Variety describió a Hold the Girl como "una evolución en el estilo [de Sawayama] que fusionará influencias de todo el espectro pop".

## Promoción
Antes del anuncio del sencillo principal, Sawayama comenzó a insinuar el comienzo de una nueva era el 11 de mayo de 2022 con folletos y mensajes en las redes sociales que decían "RINA IS GOING TO HELL". En la promoción del álbum, Sawayama interpretó "This Hell" para The Tonight Show Starring Jimmy Fallon el 19 de mayo de 2022 y el 29 de mayo de 2022 interpretó la canción en el Big Weekend de BBC Radio 1 en el Future Sounds Stage. Además, anunció una gira para el segundo semestre de 2022.

## Lista de canciones
| N.º | Título                      | Productor (es) | Duración |  |
| 1.  | «Minor Feelings»            | Sawayama       | 2:00     |  |
| 2.  | «Hold the Girl»             | Sawayama       | 4:05     |  |
| 3.  | «This Hell»                 | Sawayama       | 3:56     |  |
| 4.  | «Catch Me in the Air»       | Sawayama       | 3:35     |  |
| 5.  | «Forgiveness»               | Sawayama       | 4:20     |  |
| 6.  | «Holy (Till You Let Me Go)» | Sawayama       | 3:19     |  |
| 7.  | «Your Age»                  | Sawayama       | 2:54     |  |
| 8.  | «Imagining»                 | Sawayama       | 3:32     |  |
| 9.  | «Frankenstein»              | Sawayama       | 3:12     |  |
| 10. | «Hurricanes»                | Sawayama       | 3:22     |  |
| 11. | «Send My Love to John»      | Sawayama       | 3:25     |  |
| 12. | «Phantom»                   | Sawayama       | 4:25     |  |
| 13. | «To Be Alive»               | Sawayama       | 3:54     |  |